# Giorgio di Schwarzburg-Rudolstadt
Giorgio di Schwarzburg-Rudolstadt (nome completo in tedesco Georg Albert; Rudolstadt, 23 novembre 1838 – Rudolstadt, 19 gennaio 1890) fu il penultimo principe sovrano di Schwarzburg-Rudolstadt dal 1869 al 1890.

## Biografia

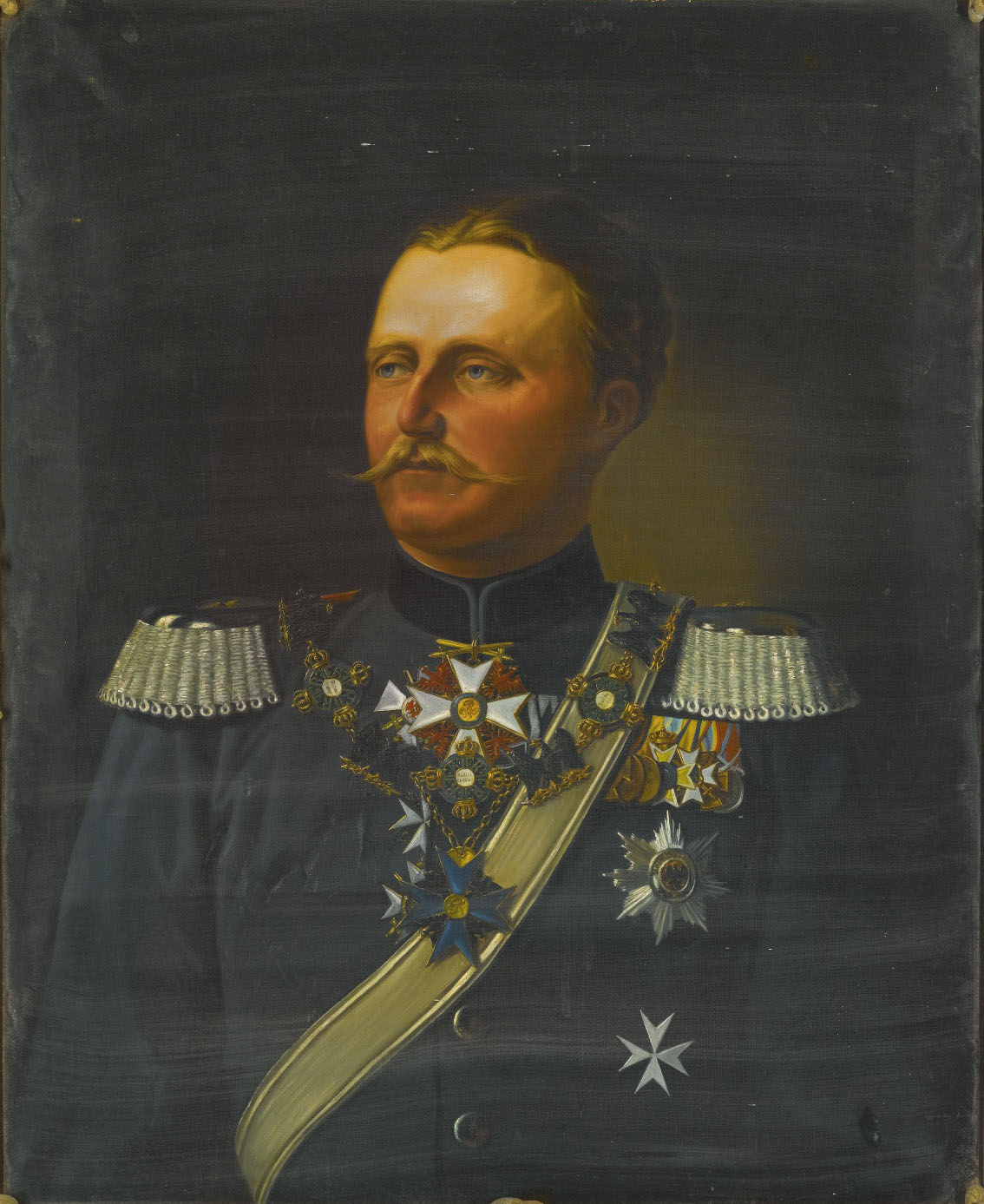
Il principe Giorgio di Schwarzburg-Rudolstadt in un ritratto d'epoca

Giorgio era figlio del principe Alberto di Schwarzburg-Rudolstadt e di sua moglie, la principessa Augusta di Solms-Braunfels (1804-1865). La principessa Augusta era la figlia del Principe Federico Guglielmo di Solms-Braunfels (1770-1814) e di sua moglie, la duchessa Federica (1778-1841), figlia di Carlo II di Meclemburgo-Strelitz. 
Durante gli anni della sua infanzia, Giorgio Alberto si dimostrò particolarmente interessato a due cose: i cavalli e la vita militare. Vedendo il suo grande interesse in questi campi suo zio, il principe Federico Günther, decise di istituire nel principato di Schwarzburg-Rudolstadt una scuola per figli di nobili e funzionari pubblici con l'intento di orientare la vita di questi giovani alla carriera militare, con uniformi apposite. Successivamente, Giorgio Alberto studiò storia giuridica, filosofa ed economia all'Università di Gottinga, per poi passare nel 1865 all'Università di Bonn dove divenne dal 1865 membro della confraternita studentesca dei Corps Borussia Bonn, terminando ad ogni modo gli studi poco dopo per il forte desiderio di entrare al servizio militare della Prussia. Già dal 1859, infatti, era stato iscritto col rango di tenente nel Guardia del Corpo del principe. Nel 1864 divenne ufficiale d'ordinanze del tenente generale Gustav von der Mülbe. Durante la Seconda guerra dello Schleswig prese parte alla battaglia di Dybbøl. Nella Guerra austro-prussiana del 1866 combatté col rango di capitano del 4º reggimento corazzieri.
A seguito della morte dello zio, il principe Federico Günther il 28 giugno 1867 suo padre Alberto ascese al trono, rendendo Giorgio Principe Ereditario. Suo padre morì il 26 novembre 1869, due anni dopo la sua ascesa, e Giorgio gli succedette col titolo di principe. Durante il suo regno la Confederazione Germanica del Nord venne dissolta al seguito della vittoria del Regno di Prussia nella Guerra Franco-Prussiana, sconfiggendo l'Impero di Francia. Come risultato, il 18 gennaio 1871 il Re di Prussia venne incoronato Imperatore di Germania e Schwarzburg-Rudolstadt divenne uno stato dell'Impero tedesco, rendendo Giorgio un Principe subordinato all'autorità imperiale. Pur con queste nuove funzioni, Giorgio rimase al servizio della Prussia come militare e venne inserito nello stato maggiore dell'8ª divisione di fanteria prussiana nella guerra franco-prussiana, prendendo parte con essa alle battaglie di Sedan e Beaumont. Presenziò alla proclamazione dell'impero tedesco a Versailles. Dal 5 agosto 1880 venne nominato generale di divisione e incaricato del comando dell'8ª divisione di fanteria, sino al 22 marzo 1883 quando venne promosso generale di cavalleria, ottenendo tre anni più tardi il collare dell'Ordine dell'Aquila nera. Patrocinò tra le altre cose la costruzione del Kyffhäuserdenkmal.
Il principe Giorgio non prese mai moglie ed, alla sua morte, avvenuta a Rudolstadt, venne succeduto da suo cugino, il principe Günther. Giorgio venne sepolto nella Stadtkirche di Rudolstadt.

## Albero genealogico
|                                             |                                                               |                                                                      | Genitori                                               |  |  | Nonni |  |  | Bisnonni                                 |  |  | Trisnonni                                  |  |
|                                             |                                                               |                                                                      |                                                        |  |  |       |  |  | Federico Carlo di Schwarzburg-Rudolstadt |  |  | Luigi Günther II di Schwarzburg-Rudolstadt |  |
|                                             |                                                               |                                                                      |                                                        |  |  |       |  |  | Federico Carlo di Schwarzburg-Rudolstadt |  |  | Luigi Günther II di Schwarzburg-Rudolstadt |  |
|                                             |                                                               | Enrichetta di Reuss-Untergreiz                                       |                                                        |  |  |       |  |  | Federico Carlo di Schwarzburg-Rudolstadt |  |  |                                            |  |
| Luigi Federico II di Schwarzburg-Rudolstadt |                                                               |                                                                      |                                                        |  |  |       |  |  | Federico Carlo di Schwarzburg-Rudolstadt |  |  |                                            |  |
|                                             |                                                               | Federica di Schwarzburg-Rudolstadt                                   | Giovanni Federico di Schwarzburg-Rudolstadt            |  |  |       |  |  |                                          |  |  |                                            |  |
|                                             |                                                               | Federica di Schwarzburg-Rudolstadt                                   | Giovanni Federico di Schwarzburg-Rudolstadt            |  |  |       |  |  |                                          |  |  |                                            |  |
|                                             |                                                               | Federica di Schwarzburg-Rudolstadt                                   | Bernardina Cristiana di Sassonia-Weimar                |  |  |       |  |  |                                          |  |  |                                            |  |
| Alberto di Schwarzburg-Rudolstadt           |                                                               | Federica di Schwarzburg-Rudolstadt                                   |                                                        |  |  |       |  |  |                                          |  |  |                                            |  |
|                                             |                                                               | Federico V d'Assia-Homburg                                           | Federico IV d'Assia-Homburg                            |  |  |       |  |  |                                          |  |  |                                            |  |
|                                             |                                                               | Federico V d'Assia-Homburg                                           | Federico IV d'Assia-Homburg                            |  |  |       |  |  |                                          |  |  |                                            |  |
|                                             |                                                               | Federico V d'Assia-Homburg                                           | Ulrica Luisa di Solms-Braunfels                        |  |  |       |  |  |                                          |  |  |                                            |  |
| Carolina Luisa di Assia-Homburg             |                                                               | Federico V d'Assia-Homburg                                           |                                                        |  |  |       |  |  |                                          |  |  |                                            |  |
|                                             |                                                               | Carolina d'Assia-Darmstadt                                           | Luigi IX d'Assia-Darmstadt                             |  |  |       |  |  |                                          |  |  |                                            |  |
|                                             |                                                               | Carolina d'Assia-Darmstadt                                           | Luigi IX d'Assia-Darmstadt                             |  |  |       |  |  |                                          |  |  |                                            |  |
|                                             |                                                               | Carolina d'Assia-Darmstadt                                           | Carolina del Palatinato-Zweibrücken-Birkenfeld         |  |  |       |  |  |                                          |  |  |                                            |  |
| Giorgio di Schwarzburg-Rudolstadt           |                                                               | Carolina d'Assia-Darmstadt                                           |                                                        |  |  |       |  |  |                                          |  |  |                                            |  |
|                                             | Ferdinando di Solms-Braunfels, II principe di Solms-Braunfels | Federico Guglielmo di Solms-Braunfels, I principe di Solms-Braunfels |                                                        |  |  |       |  |  |                                          |  |  |                                            |  |
|                                             | Ferdinando di Solms-Braunfels, II principe di Solms-Braunfels | Federico Guglielmo di Solms-Braunfels, I principe di Solms-Braunfels |                                                        |  |  |       |  |  |                                          |  |  |                                            |  |
|                                             | Ferdinando di Solms-Braunfels, II principe di Solms-Braunfels | Maddalena Enrichetta di Nassau-Weilburg                              |                                                        |  |  |       |  |  |                                          |  |  |                                            |  |
| Federico Guglielmo di Solms-Braunfels       | Ferdinando di Solms-Braunfels, II principe di Solms-Braunfels |                                                                      |                                                        |  |  |       |  |  |                                          |  |  |                                            |  |
|                                             |                                                               | Sofia di Solms-Laubach                                               | Cristiano Augusto di Solms-Laubach                     |  |  |       |  |  |                                          |  |  |                                            |  |
|                                             |                                                               | Sofia di Solms-Laubach                                               | Cristiano Augusto di Solms-Laubach                     |  |  |       |  |  |                                          |  |  |                                            |  |
|                                             |                                                               | Sofia di Solms-Laubach                                               | Elisabetta di Isenburg-Büdingen                        |  |  |       |  |  |                                          |  |  |                                            |  |
| Augusta di Solms-Braunfels                  |                                                               | Sofia di Solms-Laubach                                               |                                                        |  |  |       |  |  |                                          |  |  |                                            |  |
|                                             |                                                               | Carlo II di Meclemburgo-Strelitz                                     | Carlo Ludovico Federico di Meclemburgo-Strelitz        |  |  |       |  |  |                                          |  |  |                                            |  |
|                                             |                                                               | Carlo II di Meclemburgo-Strelitz                                     | Carlo Ludovico Federico di Meclemburgo-Strelitz        |  |  |       |  |  |                                          |  |  |                                            |  |
|                                             |                                                               | Carlo II di Meclemburgo-Strelitz                                     | Elisabetta Albertina di Sassonia-Hildburghausen        |  |  |       |  |  |                                          |  |  |                                            |  |
| Federica di Meclemburgo-Strelitz            |                                                               | Carlo II di Meclemburgo-Strelitz                                     |                                                        |  |  |       |  |  |                                          |  |  |                                            |  |
|                                             |                                                               | Federica d'Assia-Darmstadt                                           | Giorgio Guglielmo d'Assia-Darmstadt                    |  |  |       |  |  |                                          |  |  |                                            |  |
|                                             |                                                               | Federica d'Assia-Darmstadt                                           | Giorgio Guglielmo d'Assia-Darmstadt                    |  |  |       |  |  |                                          |  |  |                                            |  |
|                                             |                                                               | Federica d'Assia-Darmstadt                                           | Maria Luisa Albertina di Leiningen-Dagsburg-Falkenburg |  |  |       |  |  |                                          |  |  |                                            |  |
|                                             |                                                               | Federica d'Assia-Darmstadt                                           |                                                        |  |  |       |  |  |                                          |  |  |                                            |  |